# Диселенид никеля
Диселенид никеля — бинарное неорганическое соединение 
металла никеля и селена
с формулой NiSe2,
кристаллы,
не растворяется в воде.

## Получение
- В природе встречается минерал куллерудит (кулерудит) — NiSe2 с примесями кобальта, железа, меди[1][2].

- Реакция никеля и паров селена:

{\displaystyle {\mathsf {Ni+2Se\ {\xrightarrow {T}}\ NiSe_{2}}}}
- Реакция ацетата никеля и селенида триоктилфосфина[3].

## Физические свойства
Диселенид никеля образует кристаллы 
кубической сингонии,
пространственная группа P a3,
параметры ячейки a = 0,59604 нм, Z = 4.
Не растворяется в воде.